# 豊田市立西広瀬小学校
豊田市立西広瀬小学校（とよたしりつ にしひろせしょうがっこう）は、愛知県豊田市西広瀬町にある公立小学校。

## 概要
- 校区は枝下町、西広瀬町であり、公立中学校に進学する場合は豊田市立猿投台中学校へ進学する[1]。
- 豊田市の小規模特認校に指定されており、一部は豊田市内の別の校区から転入学してきた児童である[2]。
- 旧・西加茂郡猿投町の西部の小学校であった。
- 1976年（昭和51年）から近くを流れる矢作川の水質汚濁調査を継続的に行っている。

## 沿革
- 1873年（明治6年）11月 - 西広瀬村に第2大学区第9中学区第69番小学西広瀬学校として開校。宝積寺[注釈 1]を仮校舎とする。富田村、押沢村、西枝下村、西広瀬村の児童が通学する。
- 1878年（明治11年）3月 - 校舎を新築し移転する。透成学校に改称する。
- 1887年（明治20年） - 尋常小学川口学校に統合され、透成分教場となる。
- 1889年（明治22年）10月1日 - 松峯村、押沢村、藤沢村、富田村、西枝下村、西広瀬村、上川口村、下川口村、御作村が合併し、富貴下村が発足。
- 1892年（明治25年） - 独立し、富貴下村立透成尋常小学校となる。
- 1906年（明治39年）7月1日 - 富貴下村が分割され、西枝下・西広瀬は、広澤村、上郷村と合併し、猿投村が発足。透成尋常小学校は猿投村の学校となる。
- 1907年（明治40年）1月 - 猿投第三尋常小学校に改称する。
- 1941年（昭和16年）4月1日 - 猿投村立東部国民学校に改称する。
- 1947年（昭和22年）4月1日 - 猿投村立東部小学校に改称する。
- 1953年（昭和28年）4月1日 - 猿投村が町制施行して猿投町となる。同時に猿投町立東部小学校に改称する。
- 1955年（昭和30年）3月1日 - 保見村と石野村が猿投町に編入される。同時に猿投町立西広瀬小学校に改称する。
- 1967年（昭和42年）4月1日 - 猿投町が豊田市に編入される。同時に豊田市立西広瀬小学校に改称する。
- 1976年（昭和51年）7月3日 - 矢作川の水質汚濁調査を開始する。

## 交通アクセス
- とよたおいでんバス【8系統、さなげ・足助線】「西広瀬」バス停より徒歩約3分。

## 周辺施設
- 豊田市立東広瀬小学校
- 豊田市立透成こども園
- 豊田市立東広瀬こども園
- 猿投グリーンロード枝下IC
- 旧・名鉄三河線三河広瀬駅